# Le Journal d'Anne Frank (téléfilm, 1988)
Pour les articles homonymes, voir Le Journal d'Anne Frank (homonymie).
Pour plus de détails, voir Fiche technique et Distribution.
Le Journal d'Anne Frank ou Journal d'Anne Frank (The Attic: The Hiding of Anne Frank) est un téléfilm américano-britannique réalisé par John Erman. Il est diffusé pour la première fois le 14 avril 1988 sur une chaîne de télévision néerlandaise.
Il ne s'agit pas à proprement parler d'une adaptation du Journal d'Anne Frank puisque ce téléfilm est en effet basé sur le livre Elle s'appelait Anne Frank : l'histoire de la femme qui aida la famille Frank à se cacher (Anne Frank Remembered) écrit par Miep Gies (la personne qui a sauvegardé le Journal d'Anne Frank). L'histoire est donc centrée sur Miep Gies (interprétée par Mary Steenburgen) et l'aide qu'elle a apportée à la famille Frank et aux autres personnes présentes dans l'annexe.

## Synopsis
Pour échapper aux nazis pendant la deuxième Guerre Mondiale à Amsterdam, Anne Frank, une jeune juive, et les membres de sa famille sont obligés de se cacher et vont notamment bénéficier de l'aide d'une amie, Miep Gies, au péril de sa vie.

## Fiche technique
- Titre : Le Journal d'Anne Frank
- Titre original : The Attic: The Hiding of Anne Frank
- Réalisation : John Erman
- Scénario : William Hanley, d'après le livre Elle s'appelait Anne Frank : l'histoire de la femme qui aida la famille Frank à se cacher (Anne Frank Remembered) de Miep Gies et Alison Leslie Gold
- Musique : Richard Rodney Bennett
- Photographie : Peter Jackson
- Montage : Jerrold L. Ludwig
- Production : Timothy J. Fee, Nick Gillott, Marjorie Kallins
- Société de production : Telecom Entertainment Inc. , Yorkshire Television
- Pays d'origine : États-Unis, Royaume-Uni
- Format : Couleur - 1,33:1 - Mono - 35 mm
- Genre : Film biographique, drame
- Durée : 97 minutes
- Dates de première diffusion :
  - Pays-Bas : 14 avril 1988

## Distribution
- Mary Steenburgen : Miep Gies
- Lisa Jacobs : Anne Frank
- Paul Scofield : Otto Frank
- Huub Stapel : Jan Gies
- Eleanor Bron : Edith Frank
- Frances Cuka : Petronella Van Daan
- Victor Spinetti : Hermann Van Daan
- Miriam Karlin : Mme Samson
- Ian Sears : Peter Van Daan
- Georgia Slowe : Margot Frank
- Isabelle Amyes : Eli Vossen
- Ronald Pickup : Mr. Koophuis
- Jeffrey Robert : Dr. Dussel
- Edda Barends : Charlotte Kaletta (Lotte Dussel)
- Tom Wilkinson : Karl Silberbauer

## Distinctions

### Récompense
- Primetime Emmy Award du meilleur scénario pour une mini-série ou un téléfilm, pour William Hanley

### Nominations
- Primetime Emmy Awards :
  - Meilleure réalisation pour une mini-série ou un téléfilm, pour John Erman
  - Meilleur téléfilm Drame ou Comédie, pour les producteurs
  - Meilleur montage pour une mini-série ou un téléfilm, pour Jerrold L. Ludwig
  - Meilleure actrice dans une mini-série ou un téléfilm, pour Mary Steenburgen
  - Meilleur second rôle féminin dans une mini-série ou un téléfilm, pour Lisa Jacobs

- American Cinema Editors Award du meilleur montage d'un téléfilm, pour Jerrold L. Ludwig